# Shingopana songwensis
Shingopana songwensis es la única especie conocida del género extinto Shingopana ("cuello ancho")  de saurópodo titanosaurio eolosáurido que vivió a mediados del período Cretácico, entre 110 a 100 millones de años durante el Albiense, en lo que es hoy África.

## Descubrimiento
Parte del holotipo fue descubierto en 2002 por científicos afiliados al Proyecto Rukwa Rift Basin, que fue dirigido por Patrick O'Connor y Nancy Stevens. El resto del esqueleto fue excavado durante los años siguientes. El holotipo fue mencionado en 2011 cuando el saurópodo Aeolosaurus maximus, ahora Arrudatitan maximus, fuera nombrado y descrito, y la especie Shingopana songwensis fue nombrada oficialmente en 2017. El holotipo fue descubierto en la Formación Galula del Cretácico Superior de la Cuenca del Rift de Rukwa en Tanzania. Habría coexistido con los saurópodos Rukwatitan y Mnyamawamtuka, los mesoeucrocodilos Pakasuchus y Rukwasuchus, el mamífero Galulatherium, un notosuquido sin nombre, una tortuga sin nombre, un terópodo sin nombre y dos tipos de pez pulmonado, Lupaceradotus y un género sin nombre.

## Descripción
Shingopana era un saurópodo cuadrúpedo que habría alcanzado hasta 8 metros de largo cuando estaba completamente desarrollado, más pequeño que el saurópodo promedio. El holotipo fue dañado por agujeros de insectos poco después de la muerte del animal. Shingopana se conoce por una mandíbula parcial, representada por el hueso angular. Shingopana también se conoce por cuatro vértebras cervicales, dos de estas vértebras tienen costillas cervicales conservadas y otra costilla cervical aislada. En cambio, Shingopana tenía restos de una expansión bulbosa en las vértebras cervicales que no estaban completamente conservadas, lo que probablemente ayudó a fortalecer su cuello. Se han conservado cuatro costillas con el holotipo, pero ninguna está completa. Las costillas tenían bordes con pestañas, pero actualmente se desconoce su función. En el holotipo también estaban presentes un húmero casi completo y un pubis parcial. Shingopana se ha clasificado dentro de Aeolosaurini ya en 2011, antes de que se le diera un nombre al animal. 
Las pruebas filogenéticas de Gorscak & O'Connor sugieren que Shingopana está más estrechamente relacionado con la familia de titanosaurios de América del Sur de Aeolosaurini que cualquiera de los titanosaurios encontrados hasta ahora en África del Norte y del Sur.